# El Tajín
Az El Tajín egy világörökség részét képező, turisták számára egész évben látogatható régészeti terület Mexikó Veracruz államában. A fénykorát a 9. és a 13. század eleje között élő, egykori totonák város 168 fennmaradt építménye között labdajátékpályák, faragott kőtömbökből épült piramisok és paloták maradványai láthatók, közülük leghíresebb az úgynevezett fülkék piramisa. A város Teotihuacan eleste után Mezoamerika északkeleti részének legfontosabb központja volt, kulturális hatása kisugárzott a maja területekre és a Mexikói-fennsík vidékére egyaránt.

## Elhelyezkedése
El Tajín Mexikó középpontjától keletre, a Mexikói-öböl mentén húzódó Veracruz államban, annak középpontjától északnyugatra található Poza Rica de Hidalgo és Papantla de Olarte városok közelében; előbbitől 16, utóbbitól 14 km távolságra. A látogatóközpont déli irányból közelíthető meg, a romterület még ettől is északra helyezkedik el. Területe a tenger szintje felett körülbelül 130–150 méterrel terül el, észak felé lassan emelkedik.

## Története
A település amentén a fontos kereskedelmi út mentén épült fel, amely összekötötte az öböl vidékét a szárazföld belsejével. Totonák nyelvű neve (amelyet ma már spanyolosan írnak) azt jelenti, hogy „a villám/mennydörgés városa”, amit egy esőistenre utalva adhattak neki, de nem bizonyítható, hogy eredeti neve is ez lett volna. Több elmélet is létezik azzal kapcsolatban, hogy kik alapíthatták a várost, de ezek abban megegyeznek, hogy eredetileg többnemzetiségű település lehetett, a preklasszikus korban (i. e. 2500–i. sz. 150/200) főként vaszték és kotoke eredetű népek lakták. A klasszikus korban (150/200–650) folyamatosan fejlődött, majd Teotihuacan eleste után, az epiklasszikus korban (650–900) az olmék kulturális hatásokat is magukkal hozó totonákok megérkezésével a környező vidék legfontosabb városává vált.

### Feltárása
A romokat 1785-ben találta meg Diego Ruiz, ettől kezdve számos látogatója volt a területenek: 1804-ben itt járt Italiano Marquéz atya, 1807-ben Alexander von Humboldt, 1835-ben Kart Nebel, majd Teobert Maler, 1891-ben Francisco del Paso y Troncoso, 1908-ban pedig Jesse Walter Fewkes és Eduard Seler. Tajín Chicót és az oszlopos területet Agustín García Vega fedezte fel, majd 1930-tól kezdve megkezdte mintegy 40 éves munkáját a feltárásban legnagyobb szerepet játszó régész: José García, aki ásatások és topográfiai mérések végzése mellett foglalkozott a leletek restaurációjával és megőrzésével is. Vele egyidőben a területen dolgozott például Wilfredo du Solier, Román Krotser és Paula Krotser is.
Az 1980-as évtized közepe táján született meg az úgynevezett Tajín-terv, amelynek köszönhetően 7 év alatt számos tudományterület szakembereinek segítségével még részletesebb feltárás és dokumentáció készült a területről. A terv vezetője Alfonso Medellín Zenil és Jürgen Brueggmann voltak, Zenil halála után helyét José Luis Melgarejo Vivanco professzor vette át.

## Építményei
A mintegy 1,5 km²-nyi területen 168 építmény maradt meg. Jellemzően téglalap alapú, csonkagúla formájú, lépcsővel ellátott alapzatokon álltak, néha egy ilyen alapzaton több épület is. Az épületeket alkotó faragott kövek jellemző díszítései a különböző fülkék, frízek és a falból előreugró szegélypárkányok.

### A fülkék piramisa

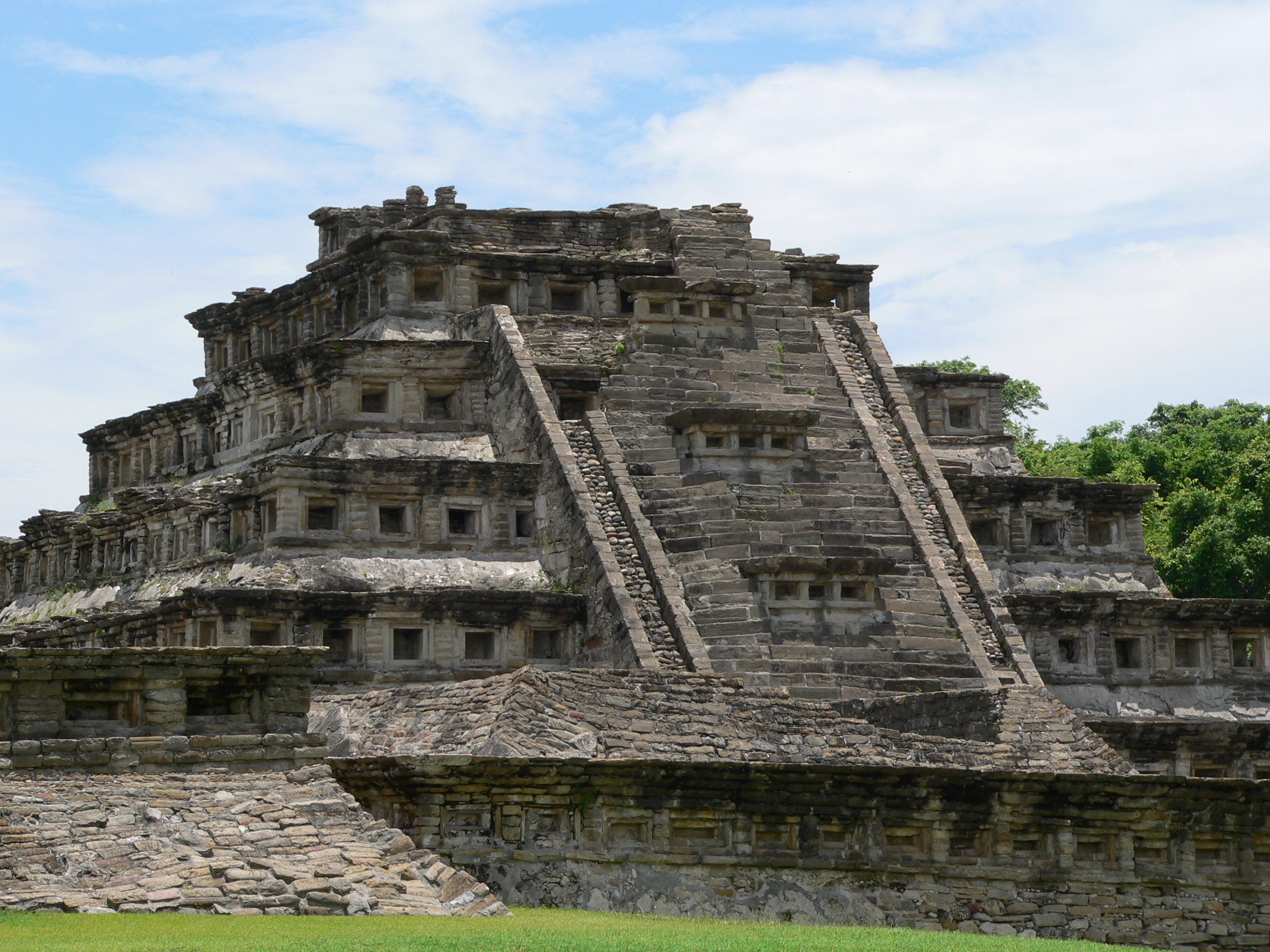
A fülkék piramisa

A város központi építménye a 18 méter magas, hét szintes, egymásra helyezett és kötőanyag nélkül egymáshoz illesztett, faragott kőtömbökkel fedett fülkék piramisa. Maja hatást éreztet, hogy a piramist egy korábbi építmény maradványaira építették rá a 4. században. Nevét onnan kapta, hogy a hét szinten körös-körül 364 kis fülke helyezkedik el (és valószínűleg a tetején még egy volt), amelyek az év 365 napját szimbolizálják. Egyes szakértők szerint ezekben egykor kis gipszszobrocskák állhattak. A piramisra egyetlen széles és meredek külső lépcső vezet fel. Közvetlenül mellette két labdajátékpálya fekszik.

### Tajín Chico
A Tajín Chicónak („kis Tajín”) nevezett terület az uralkodó osztály lakhelye volt, eközé és a köznép lakóterülete közé még egy, a területeket elszigetelő akadályt is felépítettek, amelynek maradványa ma is látható. Az itteni épületek padlója és teteje vulkáni kőzetekből és mészkőből készült. Legmagasabban fekvő részén található az úgynevezett oszlopok temploma, ahol több függőleges, egymással párhuzamos, oszlopszerű tárgy helyezkedik el, amelyek felületén a faragványokban egy régi, Tizenhárom Nyúl nevű kormányzó hőstetteinek legendája elevenedik meg. Ugyancsak Tajín Chicóban áll az úgynevezett 1-es épület, amelynek részben belső struktúrája is fennmaradt; legnagyobb értékei azok a színes falfestmények, amelyek geometriai minták mellett állatszerű lényeket, feltehetően isteneket ábrázolnak.

### Patak tér
A négyzet alakú, úgynevezett Patak tér a terület déli részén található. Négy csonkagúla alakú építmény határolja, ezek közül a keleti és a nyugati hosszúkás téglalap alakú, mindegyikükre három-három templom volt építve. Valószínűleg az egész tér kőlapokkal lehetett burkolva, és még csapadékelvezető-rendszert is kiépítettek rajta. Egy feltevés szerint itt működhetett régen a piac, ahol többek között gyümölcsökkel, állatbőrökkel, kakaóval, vaníliával és madarakkal kereskedtek.

### Labdajátékpályák
El Tajín területén több mint 10 olyan pályát találunk, ahol az úgynevezett mezoamerikai labdajátékot játszották, amely nem egyszerű játék volt, hanem vallási, szertartásos célokat is szolgált. A legnagyobb, a déli pálya kiemelkedő értékei az oldalsó kőfalak faragott domborművei, amelyek a játék–szertartás pillanatait örökítik meg. A legkisebb, északi pálya (amely Tajín Chicótól délre helyezkedik el) szintén értékes az ott található műalkotások miatt.